# Нить судьбы
«Нить судьбы» (англ. The Cord of Life) — американский короткометражный драматический фильм Дэвида Уорка Гриффита

## Сюжет
Антонин настойчиво требует денег у своего кузена Галора, который, в свою очередь, прогоняет его. Антонин клянётся, что сделает всё возможное для того, чтобы отомстить.

## В ролях
| Актёр           | Роль        |
| --------------- | ----------- |
| Чарльз Инсли    | Галора      |
| Мэрион Леонард  | жена Галоры |
| Джордж Гебхардт | Антонин     |
| Линда Арвидсон  |             |
| Дороти Бернард  |             |
| Клара Т. Брэйси |             |
| Джон Р. Кампсон |             |
| Чарльз К. Френч |             |
| Чарльз Горман   |             |
| Гай Хедлунд     |             |